# Noah Fant
Noah Fant (geboren am 20. November 1997 in Omaha, Nebraska) ist ein US-amerikanischer American-Football-Spieler auf der Position des Tight Ends. Er spielte College Football für die University of Iowa. Fant wurde in der ersten Runde des NFL Draft 2019 von den Denver Broncos ausgewählt. Von 2022 bis 2024 stand er bei den Seattle Seahawks unter Vertrag.

## College
Fant besuchte die Omaha South High School in seiner Heimatstadt Omaha, der größten Stadt Nebraskas, und ging anschließend auf die University of Iowa in Iowa City, wo er von 2016 bis 2018 für die Iowa Hawkeyes spielte. Als Freshman spielte Fant 2016 kaum eine Rolle, in elf Spielen fing er neun Pässe. Gleichzeitig spielte der spätere NFL-Spieler George Kittle sein letztes Jahr als Tight End für Iowa. Im Jahr darauf etablierte er sich und fing elf Touchdownpässe, was in diesem Jahr die landesweite Bestmarke für Tight Ends war. In seinem letzten Jahr am College fing Fant 39 Pässe für 519 Yards und sieben Touchdowns. Er wurde in das All-Star-Team der Big Ten Conference gewählt. Insgesamt kam Fant in seiner Zeit bei den Hawkeyes auf 78 gefangene Pässe bei 1083 Yards Raumgewinn im Passspiel. Mit 19 Touchdowns stellte er einen neuen Rekord für die meisten gefangenen Touchdownpässe eines Tight Ends an seinem College auf.
In Iowa spielte er zusammen mit T. J. Hockenson, der als erster Tight End im Draft 2019 an 8. Stelle ausgewählt wurde. Am 30. November 2018 gab Fant bekannt, dass er sich für den NFL Draft anmelden würde.

## NFL
Beim NFL Combine lief Fant den 40 Yard Dash in 4,50 Sekunden und war damit der schnellste Tight End. Im NFL Draft 2019 wurde er in der ersten Runde an 20. Stelle von den Denver Broncos ausgewählt und war damit nach seinem ehemaligen Mitspieler Hockenson der zweite Tight End im Draft. Zudem war er der erste Spieler seit 1987, der seinen Highschoolabschluss im Bundesstaat Nebraska gemacht hatte und in der ersten Runde des Drafts ausgewählt wurde. Beim Spiel gegen die Jacksonville Jaguars am 4. Spieltag der Saison fing er mit einem Screen Pass von Joe Flacco für 25 Yards Raumgewinn seinen ersten Touchdownpass in der NFL. In seiner Rookie-Saison konnte Fant 40 Pässe für 562 Yards Raumgewinn fangen, jeweils Franchise-Rekord bei den Broncos für einen Tight End in seinem ersten NFL-Jahr, und erzielte drei Touchdowns.
In der Saison 2020 war Fant mit 62 gefangenen Pässen der am häufigsten erfolgreich angespielte Passempfänger der Broncos. Dabei fing er überwiegend kürzere Pässe und kam auf 673 Yards und drei Touchdowns. Wegen einer Knöchelverletzung, die er sich am vierten Spieltag zugezogen hatte, verpasste Fant ein Spiel. In der Saison 2021 fing Fant 68 Pässe für 670 Yards und vier Touchdowns.
Im März 2022 einigten sich die Broncos im Rahmen eines Trades für Russell Wilson darauf, Fant an die Seattle Seahawks abzugeben. Er fing in zwei Jahren 82 Pässe für 900 Yards und vier Touchdowns. Im März 2024 unterschrieb Fant eine Vertragsverlängerung um zwei Jahre im Wert von 21 Millionen US-Dollar in Seattle. Nach bereits einer Saison wurde er jedoch am 20. Juli 2025 entlassen.

### NFL-Statistiken
| Saison                             | Team             | Spiele | Spiele | Receiving | Receiving | Receiving | Receiving | Receiving | Fumbles | Fumbles |
| Saison                             | Team             | GP     | GS     | Rec       | Yds       | Avg       | Lng       | TD        | Fum     | Lost    |
| ---------------------------------- | ---------------- | ------ | ------ | --------- | --------- | --------- | --------- | --------- | ------- | ------- |
| 2019                               | Denver Broncos   | 16     | 11     | 40        | 562       | 14,1      | 75        | 3         | 1       | 1       |
| 2020                               | Denver Broncos   | 15     | 14     | 62        | 673       | 10,9      | 37        | 3         | 0       | 0       |
| 2021                               | Denver Broncos   | 16     | 16     | 68        | 670       | 9,9       | 35        | 4         | 0       | 0       |
| 2022                               | Seattle Seahawks | 17     | 16     | 50        | 486       | 9,7       | 51        | 4         | 0       | 0       |
| 2023                               | Seattle Seahawks | 17     | 17     | 32        | 414       | 12,9      | 51        | 0         | 0       | 0       |
| 2024                               | Seattle Seahawks | 14     | 9      | 48        | 500       | 10,4      | 32        | 1         | 0       | 0       |
| Total                              | Total            | 95     | 83     | 300       | 3.305     | 11,0      | 75        | 15        | 1       | 1       |
| Quelle: pro-football-reference.com |                  |        |        |           |           |           |           |           |         |         |